# Vittyglad skogssångare
Vittyglad skogssångare (Myiothlypis conspicillata) är en fågel i familjen skogssångare inom ordningen tättingar.

## Utbredning och systematik
Fågeln förekommer enbart i Santa Marta-bergen i nordöstra Colombia. Den behandlas som monotypisk, det vill säga att den inte delas in i några underarter.

## Status
IUCN kategoriserar arten som nära hotad.